# ويليس ريد
ويليس ريد (بالإنجليزية: Willis Reed) مواليد 25 يونيو 1942 في مقاطعة لينكولن، هو لاعب كرة سلة أمريكي سابق أصبح مدرباً. مثّل منتخب بلاده.

## فرق لعب لها
- نيويورك نيكس

## روابط خارجية
- ويليس ريد على موقع IMDb (الإنجليزية)
- ويليس ريد على موقع الموسوعة البريطانية (الإنجليزية)
- ويليس ريد على موقع إن إن دي بي (الإنجليزية)
- ويليس ريد على موقع الاتحاد الدولي لكرة السلة (الإنجليزية)
- ويليس ريد على موقع إن بي أي (الإنجليزية)
- ويليس ريد على موقع سبورتس رفرنس (الإنجليزية)
- ويليس ريد على موقع ريلجم (الإنجليزية)
- ويليس ريد على موقع بروبوليرز (الإنجليزية)
- ويليس ريد على موقع قاعة المشاهير الجامعة الوطنية لكرة السلة (الإنجليزية)
- ويليس ريد على موقع سبورتس رفرنس (الإنجليزية)
- ويليس ريد على موقع كلية كرة السلة في سبورتس رفرنس.كوم (الإنجليزية)
- ويليس ريد على موقع قاعة لويزيانا للمشاهير الرياضية (الإنجليزية)